# Daniel Kastner
Daniel Lindsley „Dan“ Kastner (Lockport, Nova Iorque, 8 de julho de 1951) é um reumatologista estadunidense, que trabalha no Institutos Nacionais da Saúde.

## Formação e carreira
Dan Kastner recebeu um bacharelado em filosofia na Universidade de Princeton em 1973 e um Ph.D. no Baylor College of Medicine em 1979, orientado por Robert Regier Rich, com a tese Role of the Qa-1 Region in Cell-Mediated Immune Responses, onde também obteve um M.D. em 1982. Completou a residência médica em clínica médica em 1985 no Baylor College. A partir de 1985 esteve no National Institute of Diabetes and Digestive and Kidney Diseases, a partir de 1987 no National Institute of Arthritis and Musculoskeletal and Skin Diseases, ambos instalações dos Institutos Nacionais da Saúde (National Institutes of Health - NIH) em Bethesda, Maryland. Em 1990 tornou-se um especialista em reumatologia. No NIH Kastner é (situação em 2021) diretor científico do departamento de pesquisa (Intramural Research Program, IRP) do National Human Genome Research Institute.
Kastner é mais conhecido por seus trabalhos sobre febre familiar do Mediterrâneo e síndrome periódica associada ao fator de necrose tumoral.
De acordo com o Google Scholar, Dan Kastner tem um índice h de 105, de acordo com o banco de dados Scopus um índice de 90 (situação de ambos em outubro de 2021).

## Prêmios e condecorações
- 1995 eleito membro da American Society for Clinical Investigation
- 2010 membro da Academia Nacional de Ciências dos Estados Unidos[3]
- 2011 doutor honoris causa da Elmezzi Graduate School of Molecular Medicine
- 2012 membro do Institute of Medicine (atual Academia Nacional de Medicina dos Estados Unidos)
- 2018 Samuel J. Heyman Service to America Medal do Governo dos Estados Unidos[4]
- 2019 Ross Prize in Molecular Medicine da Academia de Ciências de Nova Iorque[5]
- 2021 Prêmio Crafoord por pesquisas sobre poliatrite[6]